# Roberto Burgos Cantor
Pour les articles homonymes, voir Burgos (homonymie) et Cantor.
Roberto Burgos Cantor est un écrivain colombien né le 4 mai 1948 à Carthagène des Indes et mort le 16 octobre 2018 à Bogota,.

## Biographie
Roberto Burgos Cantor est le fils de Roberto Burgos Ojeda, un intellectuel de renom des Caraïbes colombiennes, et de Constanza Cantor. Diplômé du Collège de La Salle de Carthagène, il étudie le droit et les sciences politiques à l'université nationale de Colombie . Il obtient son diplôme d'avocat en 1971 et commence à travailler en tant que professeur universitaire, profession qu'il exercera régulièrement tout au long de sa vie. Il commence sa carrière littéraire en écrivant des nouvelles pour les journaux et les revues (La Vanguardia, El Siglo, Letras Nacionales). Son premier roman El patio de los vientos perdidos (1984) lui vaut d'être reconnu déjà comme l'un des grands écrivains de sa génération, même si la consécration viendra surtout avec la publication de la Ceiba de la Memoria (2007) et Ver lo que veo (2017), deux œuvres majeures de la littérature colombienne contemporaine.

## Œuvres

### Romans
- El patio de los vientos perdidos (1984)
- El vuelo de la paloma (1992)
- Pavana del ángel (1995)
- La ceiba de la memoria (2007) Publié en français sous le titre La Ceiba : L'Arbre de mémoire, Zinnia Éditions, 2017[12],[13] (ISBN 979-10-92948-31-8)
- Ese silencio (2010)
- El médico del emperador y su hermano (2015)
- Ver lo que veo (2017)[14]

### Recueils de nouvelles
- Lo amador (1980)
- De gozos y desvelos (1987)
- Quiero es cantar (1998)
- Una siempre es la misma (2009)
- El secreto de Alicia (2013)

## Récompenses
En 2009, pour son roman La ceiba de la memoria, il gagne le prix de la narration José María Arguedas du prix Casa de las Américas et est finaliste du prix Rómulo Gallegos, derrière William Ospina avec El país de la canela. Il a également reçu le prix Jorge Gaitán Durán.
En 2018, il obtient le prix national du roman en Colombie pour son livre Ver lo que veo